# Phrurolithus palgongensis
Phrurolithus palgongensis là một loài nhện trong họ Phrurolithidae.
Loài này thuộc chi Phrurolithus. Phrurolithus palgongensis được miêu tả năm 1988 bởi Seo.